# Samarbetet mellan Martin Scorsese och Robert De Niro
Den amerikanska regissören Martin Scorsese och den amerikanska skådespelaren Robert De Niro har gjort tio långfilmer och en kortfilm tillsammans sedan 1973. Många av dem rankas ofta bland de bästa filmerna genom tiderna.

## Relation
1967 gjorde Scorsese sin första långfilm, den svartvita I Call First, som senare fick titeln Who's That Knocking at My Door med skådespelaren Harvey Keitel. Filmen var avsedd att vara den första av Scorseses semi-självbiografiska "JR-trilogi", som också skulle ha inkluderat hans senare film, Dödspolarna. Scorsese hade imponerat på många med filmen och blivit vän med Francis Ford Coppola, Brian De Palma, George Lucas, Steven Spielberg och Robert Zemeckis, känd som 1970-talets inflytelserika "filmbrats". Det var De Palma som presenterade Scorsese för den unga skådespelaren Robert De Niro.
De Niro hade känt De Palma i flera år tidigare, och gjort sin första filmroll i samarbete med De Palma 1963 vid 20 års ålder, då han dök upp i The Wedding Party. Filmen släpptes dock inte förrän 1969. De två återförenades för filmen Greetings från 1968, som var De Niros officiella filmdebut.

## 1970-talet

### Dödspolarna
1973 fick De Niro beröm för sin roll i Bang the Drum Slowly medan Scorsese arbetat med klippning för filmen Woodstock. Samma år samarbetade Scorsese och De Niro för första gången med gangsterfilmen Dödspolarna. Scorsese hade lärt sig att underhållande filmer kan göras med lite pengar. Ett tips han fick av Roger Corman, som hade hjälpt till att förbereda Scorsese för svårigheterna med att göra Dödspolarna. 
Filmen, som handlade om en simpel gangster i Little Italy, var en framgång och valdes 1997 ut för att bevaras i USA:s National Film Registry av Library of Congress som ”kulturellt, historiskt eller estetiskt betydande”. Den listades också i en undersökning av BBC som den 93:e bästa amerikanska filmen.

### Taxi Driver
Med ett mycket omtyckt mottagande, regisserades filmen av Scorsese och huvudrollen spelades av De Niro. Filmen orsakade kontroverser men hade fortfarande en enorm kulturell inverkan. Repliken "You talkin 'to me?", Som talas av De Niros karaktär Travis Bickle, har blivit en av de mest kända replikerna i filmhistoria. Scorsese gör en krediterad cameoroll i filmen som en av Bickles passagerare som planerar att döda sin fru.

### New York, New York
1977 spelade De Niro i Scorseses New York, New York, en musikalisk dramafilm. Det var en musikalisk hyllning, med nya låtar av John Kander och Fred Ebb samt äldre standardlåtar, till Scorseses hemstad New York med De Niro och Liza Minnelli i huvudrollerna som ett par musiker och älskare. Under filmningen blev den gifta Scorsese romantiskt intresserad av Minnelli och började att använda kokain och annan tung narkotika. Runt den tiden skrev Andy Warhol i sin dagbok att Minnelli och Scorsese dök upp vid dörren till en berömd modedesigner och sa: "Ge mig varenda drog du har". 
I efterdyningarna från Taxi Driver blev filmen ett kassafiasko. Dess budget var 14 miljoner dollar, på den tiden mycket pengar, men spelade bara in 13 miljoner dollar, och dess nedslående recensioner och hans avslutade relation med Minnelli drev Scorsese till depression och vidare till drogmissbruk.

## 1980-talet

### Tjuren från Bronx
1980 gjorde Scorsese Tjuren från Bronx, en film med De Niro i huvudrollen som en känslomässig självdestruktiv boxare. Filmen speglar hans resa genom livet, eftersom våldet och temperamentet som leder honom till toppen i ringen förstör hans liv utanför den. De Niro vann en Oscar för sin roll och Scorsese nominerades som bästa regissör, och filmen blev nominerad för 6 Oscars. 
Filmen har betraktats som en av de bästa filmerna genom tiderna och valdes till den bästa idrottsfilmen någonsin av American Film Institute.

### King of Comedy
1982 gjorde Scorsese och De Niro sin första film med flera komiska element, medan de fortfarande är kopplade till kriminalgenren. Filmen följer den blivande komikern Rupert Pupkin (De Niro), som vill uppnå framgång i showbiz, genom att förfölja sin idol, en talkshowvärd som kräver enskildhet. Filmen vann en BAFTA för bästa originalmanus och nominerades till fyra andra BAFTA, inklusive Bästa regi för Scorsese och Bästa skådespelare för De Niro. 
Filmen berömdes generellt av kritiker men gjorde sig inte bra i USA. Scorsese föreslog att filmen "... kanske inte var så väl mottagen eftersom den gav ifrån sig en aura av något som folk inte ville titta på eller veta."

## 1990-talet

### Maffiabröder
De Niro och Scorsese samarbetade igen 1990 i Maffiabröder, där Ray Liotta och Joe Pesci även medverkade. Filmen följer Henry Hill (Liotta) när han och hans vänner arbetar sig upp genom maffian. Maffiabröder var otroligt framgångsrik och vann fem BAFTA. Den slogs i de flesta kategorier på Oscars av Dansar med vargar, men uppnådde en universell applaus hos kritiker och anses vara en av de bästa filmerna genom tiderna. 
2005 utsågs den till den bästa filmen genom tiderna av den brittiska tidningen Total Film.

### Cape Fear
I filmen Cape Fear från 1991 spelar De Niro huvudrollen som en dömd våldtäktsman, frigiven från fängelset efter att ha avtjänat en 14-årig dom, som förföljer familjen till försvarsadvokaten som representerade honom men medvetet undertryckte bevis som skulle ha frikänt honom. Det är en nyinspelning av filmen från 1962 med samma namn. Filmen fick i allmänhet gynnsamma recensioner och var nominerad för två Oscars och två BAFTA. Steven Spielberg var exekutiv producent. 

### Casino
1995 fick De Niro och Scorsese återförenas med Pesci i filmen Casino, efter succén med Maffiabröder. Filmen kretsade kring girighet, bedrag, pengar, makt och mord som inträffar mellan två bästa vänner i maffian och en troféfru över ett spelimperium. Filmen fick gynnsamma recensioner, med Michael Wilmington från Chicago Tribune som sa "Du kan inte berömma ensemblets bidrag nog - De Niro och Pesci särskilt - men det är Scorseses triumf." Sharon Stone fick en Oscarnominering för sin roll. 

## 2010-talet

### The Audition
Scorsese och De Niro samarbetade för första gången på två decennier för The Audition, en kortfilm 2015 som fungerade som en reklamfilm för kasinona Studio City i Macau, Kina och City of Dreams i Manila, Filippinerna. Kortfilmen förenade De Niro och Leonardo DiCaprio för första gången på film under Scorseses regi.

### The Irishman
En episk kriminalfilm regisserad av Martin Scorsese och skriven av Steven Zaillian, baserad på boken I Heard You Paint Houses av Charles Brandt. I filmen spelar Robert De Niro huvudrollen som Frank Sheeran, en facklig ledare och påstådd torped för maffiafamiljen Bufalino. Al Pacino spelar rollen som Jimmy Hoffa, och Joe Pesci spelar rollen som Russell Bufalino. Filmen är Scorseses första med Pacino i rollistan.

## 2020-talet

### Killers of the Flower Moon

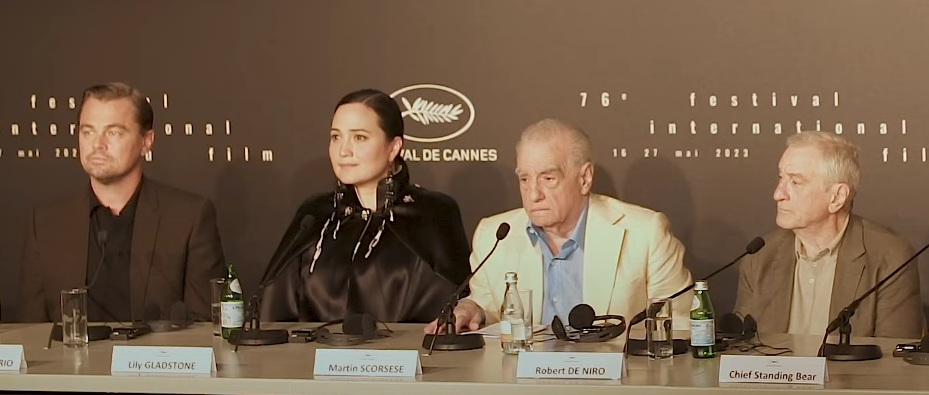
Presskonferens för Killers of the Flower Moon, 2023.

I oktober 2018 tillkännagavs att De Niro och Scorsese samarbetade i en filmatisering av David Granns Killers of the Flower Moon, om Osage-Indiska morden. Sommaren 2019 bekräftades det att Leonardo DiCaprio kommer att spela mot De Niro i filmen. Inspelningen planerades att starta i mars 2020, men sköts upp på grund av coronaviruspandemin. Inspelningen började istället i april 2021.